# The Front Line – Der Krieg ist nie zu Ende

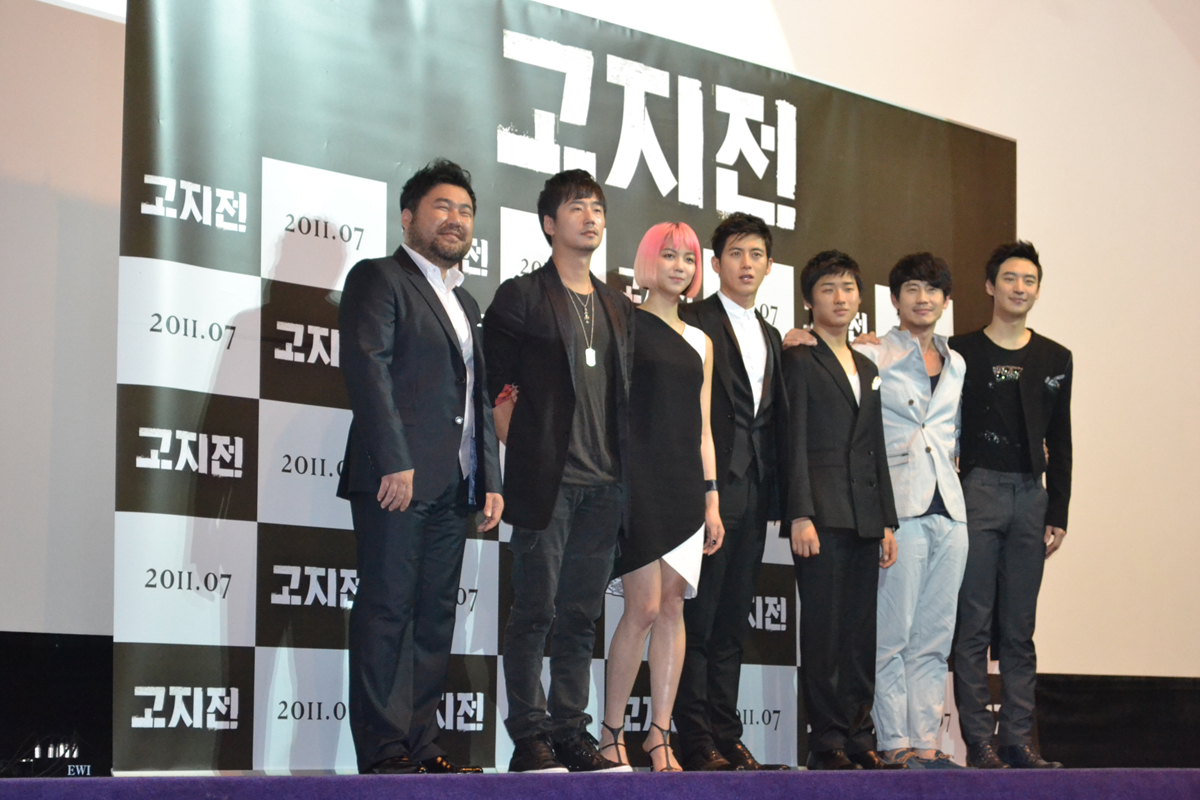
Besetzung

The Front Line – Der Krieg ist nie zu Ende ist ein südkoreanischer Kriegsfilm des Regisseurs Jang Hun. Der Film lief am 20. Juli 2011 in den südkoreanischen Kinos an.

## Handlung
Zu Beginn des Koreakriegs, als Südkorea von nordkoreanischen Truppen überrannt wird, werden die Freunde Eun-pyo und Soo-hyeo während Kampfhandlungen gefangen genommen. Hauptmann Hyeon Jeong-yun lässt sie frei, da er den Krieg kurz vor seinem Ende wähnt und die beiden für den Wiederaufbau gebraucht werden.
Zwei Jahre später dauert der Krieg trotz sich hinziehender Waffenstillstandsverhandlungen immer noch an. Wegen kritischer Äußerungen wird Eun-pyo vom Nachrichtendienst zur kämpfenden Truppe an die Ostfront versetzt. Hier soll er in der Krokodil-Kompanie den verdächtigen Tod des Kompaniechefs untersuchen und einen in der Einheit vermuteten Maulwurf enttarnen, trifft aber auch seinen totgeglaubten Freund Soo-hyeo wieder.
Der Krokodil-Kompanie steht auf nordkoreanischer Seite ihr alter Bekannter Hauptmann Hyeon Jeong-yun entgegen. Beide Seiten kämpfen verbissen um den strategisch wichtigen Berg Aerok, der ständig den Besitzer wechselt.
Im Lauf der Zeit findet Eun-pyo heraus, dass Soo-hyeo den alten Kompaniechef erschossen hat und es nie einen Maulwurf gab. Vielmehr haben beide Seiten gemeinsam einen „Briefkasten“ auf dem Berg eingerichtet, mit dem sie Geschenke und Briefe an Verwandte im jeweils gegnerischen Gebiet austauschen. Diese Briefe mit nordkoreanischem Inhalt aus einer südkoreanischen Einheit verschickt, hatten den Spionageverdacht aufkommen lassen.
Gegen Ende des Kriegs starten die Nordkoreaner mit Hilfe der Chinesischen Volksbefreiungsarmee eine Offensive, bei der Soo-hyeo vom gefürchteten Scharfschützen „Zwei Sekunden“ erschossen wird.
Nach der Schlacht erfährt die Krokodil-Kompanie, dass ein Waffenstillstand geschlossen wurde. Allerdings tritt dieser erst in zwölf Stunden in Kraft, daher soll noch ein letzter Angriff gestartet werden, um den Aerok endgültig zurückzuerobern.

## Kritik
„Jang Huns ausgewogene Regie und Park Sang-yeons traditionelles, aber genau abgestimmtes Drehbuch rufen das richtige Maß humanistischer Antikriegs-Gefühle und individueller Tapferkeit hervor und verwandeln die Schicksale einer kleinen Gemeinschaft von an einem höllischen Ort festsitzenden Männern in eine Offenlegung wie unpersönliche militärische Unternehmen Berge aus Maulwurfshügeln machen.“

## Auszeichnungen
Der Film wurde 2011 beim Grand Bell Award in den Kategorien Bester Film, Beste Planung, Beste Beleuchtung und Beste Kamera ausgezeichnet.
Bei den Blue Dragon Awards gewann er in den Kategorien Beste Kamera, Bestes Art Design. Go Soo erhielt den Beliebtheitspreis.
Die Vereinigung Koreanischer Filmkritiker zeichnete ihn in den Kategorien Bester Film, Bester Regisseur, Bestes Drehbuch, Bester neuer Schauspieler (Lee Je-hoon) aus.
Der Film war Südkoreas Einsendung auf eine Nominierung als „Bester fremdsprachiger Film“ bei der Oscarverleihung 2011, wurde aber nicht nominiert.